# FK Sarajevo
FK Sarajevo står för Fudbalski Klub Sarajevo (Fotbollsklubben Sarajevo), och är historiskt sett en av de framgångsrikaste och populäraste klubbarna i Bosnien och Hercegovina men även i det dåvarande Jugoslavien. Under den jugoslaviska tiden var FK Sarajevo ständigt medlem av den högsta divisionen i landet med oftast höga placeringar. Även idag är klubben en framstående klubb, då det är en av Bosnien och Hercegovinas bästa klubbar och spelar i den högsta divisionen. Dock är det en lång väg tillbaka till den gamla storhetstiden för både FK Sarajevo såväl som resterande klubbar i landet. FK Sarajevo spelar på stadion Koševo/Asim Ferhatović-Hase i huvudstaden Sarajevo som tar 30 121 åskådare och är den största fotbollsarenan i landet. Sarajevos största rival är klubben FK Željezničar. FK Sarajevos anhängare brukar kallas för Pitari. Det är ett äldre namn för fansen, det nya är Horde Zla. I kvalet till Europa League 2012/2013 kom man till den tredje kvalomgången.